# Koen Barbé
Koen Barbé (né le 20 janvier 1981 à Grammont) est un coureur cycliste belge. Passé professionnel en 2004 après un titre de champion de Belgique Espoirs, il a remporté le Grand Prix Rudy Dhaenens en 2005. Il arrête sa carrière le 21 novembre 2013 faute de trouver un contrat pour la saison suivante.

## Palmarès et résultats

### Palmarès par année
- 2003
  -  Champion de Belgique sur route espoirs
  - 2e de la Course des chats
  - 3e du championnat de Belgique de l'américaine
- 2005
  - Grand Prix Rudy Dhaenens
  - 3e de la Leeuwse Pijl
- 2006
  - 2e du Circuit du Pays de Waes
- 2007
  - Grand Prix Paul Borremans
  - 2e du Mémorial Thijssen
- 2010
  - 2e de l'Internationale Wielertrofee Jong Maar Moedig
  - 3e de la Wanzele Koerse
- 2012
  - Stan Ockers Classic
  - Mémorial Fred De Bruyne
  - 2e de la Mosselkoers
- 2013
  - Grand Prix Paul Borremans

### Classements mondiaux
| Année           | 2005 | 2006 | 2007 | 2008 | 2009 | 2010 | 2011 | 2012 | 2013 |
| --------------- | ---- | ---- | ---- | ---- | ---- | ---- | ---- | ---- | ---- |
| UCI Europe Tour | 133e | 297e |      | 812e |      | 460e | 531e |      | 726e |